# Liocrobyla tephrosiae
Liocrobyla tephrosiae là một loài bướm đêm thuộc họ Gracillariidae. Nó được tìm thấy ở Nam Phi.
Ấu trùng ăn Tephrosia polystachya. Chúng ăn lá nơi chúng làm tổ.